# 1884 год в истории железнодорожного транспорта
1884 год в истории железнодорожного транспорта

## События
Открыты:
- Кедабекская железная дорога — первая узкоколейная (750 мм) железная дорога на территории Азербайджана.
- Баскунчакская железная дорога для вывоза соли с озера Баскунчак к пристаням на Волге[1].
- первая в Сербии железная дорога Белград—Ниш и вокзал Белград-Главный.
- железнодорожные станции в Кривом Роге, Днепре и Майнце.

## Новый подвижной состав
- Для экспресс-поездов Лондонской и Юго-Западной железной дороги построены паровозы LSWR 460 class[2].